# آنا إيزابيل إلياس
آنا إيزابيل إلياس هي عدائة المسافات المتوسطة أنغولية، ولدت في 17 سبتمبر 1965.

## وصلات خارجية
- آنا إيزابيل إلياس على موقع الاتحاد الدولي لألعاب القوى (الإنجليزية)
- آنا إيزابيل إلياس على موقع أوليمبيديا (الإنجليزية)